# Zeppelin-Staaken E-4/20
Dimensions
Le Zeppelin-Staaken E-4/20 était un avion de ligne révolutionnaire, monoplan quadrimoteur entièrement en métal, conçu en 1917 par Adolf Rohrbach et achevé en 1919 dans les usines Zeppelin de Berlin-Staaken en Allemagne. Le E-4/20 a été le premier avion de ligne au monde à quatre moteurs et revêtement en métal.